# 極黒の翼バルキサス
『極黒の翼バルキサス』（きょっこくのつばさバルキサス、LEGEND OF LEMNEAR）は、1989年7月25日に発売された日本のOVA。
コミカライズ版の『レジェンド・オブ・レムネア』については後述。

## 概要
うるし原智志とよしもときんじが中心となり、制作期間3年をかけた作品。
1986年のOVA『メガゾーン23 PART II 秘密く・だ・さ・い』の原画でAICのプロデューサーの三浦亨に注目されていたうるし原が、1987年のアダルトアニメ『ホワイトシャドウ』のキャラクターデザインや作画監督を引き受ける代わりに制作が実現した作品でもある。
上記の理由から、ヒロイック・ファンタジー物を監督も含めて1本作って良いということになったものの、うるし原が全てを担当するのは困難だったため、よしもとを演出としてAICへ紹介した上で制作が開始された。『ホワイトシャドウ』を引き受ける以前に立てていた当初の企画は従来のロールプレイングゲームやヒロイック・ファンタジーを無視した内容であり、うるし原は聞き流されたと思っていたが、これを機に様々な手を加えた結果、当初とは全く異なるオリジナル作品となった。
声優陣はうるし原が企画当初からイメージしていた主人公のレムネア役の山田栄子やメッシュ役の中尾隆聖をはじめ、9割近くがうるし原の希望通りの面々となった。当時、既に売れ線の若手ではなかった山田や中尾の起用については音響監督達に色々と言われたが、うるし原の強い希望で決定した。

## あらすじ
覇王になる野望を達成すべく、金の勇者バロールは、伝説の地カナンを襲撃し銀と青銅の勇者を見つけ出そうとした。バロールの部下ガーディンは、青銅の勇者メッシュ確保の際、彼の幼馴染である戦士レムネアに出くわした。レムネアは、両親の敵であるガーディンを見つけ、戦いを挑むも、逆にとらわれてしまった。そこへ勇者の伝説を知る仙導師が、レムネアに勇者の首飾りをかけた。

## 声の出演
- レムネア - 山田栄子
- メッシュ - 中尾隆聖
- バロール - 田中信夫
- ガーディン - 家弓家正
- ブーアン - 大塚周夫
- 仙導師 - 槐柳二
- リアン - 横沢啓子
- リアンの母 - 吉田理保子
- 荒くれA - 石塚運昇
- 荒くれB - 玄田哲章
- 荒くれC - 大塚芳忠
- 荒くれD - 佐々木望
- 酒場の主人 - 上田敏也

## スタッフ
- 企画・原案 - よしもときんじ、うるし原智志、三浦亨
- 監督・演出・絵コンテ・脚本 - よしもときんじ
- キャラクターデザイン・作画監督 - うるし原智志
- 美術監督 - 金箱良成
- 撮影監督 - 小西一廣
- 音響監督 - 山田悦司
- 色彩設定 - 安斉弘美、大月結里枝
- 色指定 - 安斉弘美
- 編集 - 西出榮子
- 音楽 - 山中紀昌
- 音楽プロデューサー - 早川治久
- プロデューサー - 三浦亨
- アニメーション制作 - AIC
- 製作 - 大山英伸
- 製作・著作 - 双進映像株式会社、ASMIK

## 関連商品
映像ソフト
- VHS - 1989年7月25日発売 A11H-8398
- LD - 1989年10月25日発売 AL78-0002
- DVD - 2002年3月22日発売 PIBA-1310

出版
- 『うるし原智志セルワークス』 ムービック、1994年5月1日発売 ISBN 489-6010868
- 『レジェンド・オブ・ラングリッサー うるし原智志イラスト集』 学研プラス、1998年8月14日発売 ISBN 405-601955X

## レジェンド・オブ・レムネア
『極黒の翼バルキサス』のコミカライズ版として、『月刊コミックNORA』（学習研究社）に連載された。うるし原智志の初漫画単行本化作品でもある。
設定は原作に沿っているが、物語は原作でモブキャラクター同様のお色気要員に過ぎなかったリアンにも展開を盛り上げるための活躍の場が与えられる、単なる悪役に過ぎなかったバロールに新たな設定が加えられるなど連載向けのアレンジが施されている。当初の予定ではそういった要素や裏設定をはじめ、リメイクに近い内容が単行本10巻分にわたって詰め込まれるはずだったが、うるし原にそれだけの連載を続けられるだけの体力や技術が足りなかったため、全3巻に留まった。本来は第2巻で留める予定だったところを留められずに延びた結果でもあり、第3巻の巻末には後日談を描き足す予定だったが、ページや構想の都合で断念した。
単行本
- レジェンド・オブ・レムネア1 - 1991年9月7日発売 ISBN 978-4-05-105780-0
- レジェンド・オブ・レムネア2 - 1992年4月7日発売 ISBN 978-4-05-106136-4
- レジェンド・オブ・レムネア3 - 1993年2月6日発売 ISBN 978-4-05-106160-9

各・学研ノーラコミックス、新版1997年4月
愛蔵版
- レジェンド・オブ・レムネア 1 - 銀の章 学研、1999年12月17日発売 ISBN 978-4-05-602219-3
- レジェンド・オブ・レムネア 2 - 金の章 学研、2000年2月1日発売 ISBN 978-4-05-602220-9

## セルフパロディ
うるし原が創作活動を行っている同人サークルより刊行された18禁同人誌に、原案が木村義浩、作画をうるし原が担当して冗談で製作したタイトルなしの未完成作と、『レジェンド・オブ・レム○ア外伝?!』というセルフパロディのショート漫画が収録されている。内容はレムネアらしき女性キャラクターが犬のロッキーや男たちに陵辱される話となっている。